# Аль-Джассим, Абдулрахман
Абдулрахман Аль-Джассим (араб. عبد الرحمن الجاسم‎; род. 14 октября 1987, Катар) — Катарский футбольный арбитр. Судья ФИФА с 2013 года.

## Карьера
Аль-Джассим судит футбольные матчи с 2007 года и является судьей ФИФА с 2013 года.
Работал в качестве судьи на чемпионате мира 2015 года среди юношей до 17 лет, чемпионате мира 2017 года среди юношей до 20 лет и клубном чемпионате мира по футболу 2017 года.
В апреле 2018 года был назначен ФИФА одним из 13 видеоассистентов на чемпионат мира по футболу 2018 года в России. Таким образом, он являлся единственным видеопомощником, представляющим Азиатскую футбольную ассоциацию.
В 2019 году был судьёй на Кубке Азии по футболу. Отработал четыре игры, в том числе один четвертьфинал между сборными Китая и Ирана. В этом же году был приглашён в качестве судьи на игры Золотого Кубка КОНКАКАФ 2019 года, провёл три игры, в том числе один полуфинал между сборными Гаити и Мексикой.
В мае 2022 года ФИФА назначила его одним из 36 главных судей чемпионата мира по футболу 2022 года в Катаре.

### Чемпионат мира 2022 года
| Стадия            | Дата            | Место                     | Команда 1 | Команда 2 | Результат | Предупреждён | Red card | Пенальти       |
| ----------------- | --------------- | ------------------------- | --------- | --------- | --------- | ------------ | -------- | -------------- |
| Групповой этап    | 21 ноября 2022  | Ахмед бин Али, г.Эр-Райян | США       | Уэльс     | 1:1 (1:0) | 4 - 2        | 0 - 0    | 1 - 82′ (пен.) |
| Матч за 3-е место | 17 декабря 2022 | Халифа, г. Доха           | Хорватия  | Марокко   | 2:1 (2:1) | 0 - 2        | 0 - 0    | 0 - 0          |